# Ferdinand Wedell-Wedellsborg
Ferdinand baron Wedell-Wedellsborg (født 19. april 1792 på Wedellsborg, død 22. november 1862 på Hegnetslund) var en dansk forstmand, bl.a. bror til Adam Ditlev Wedell-Wedellsborg, Hannibal Wilhelm Wedell og general Joachim Wedell-Wedellsborg og far til Gustav Wedell-Wedellsborg.

## Karriere
Han var søn af lensgreve Ludvig Frederik Wedell og Frederikke Juliane Louise von Klingenberg og var fra 1824 til sin død 1862 overførster på Vallø, hvor han blev efterfulgt af sin brodersøn, baron Julius Wedell-Wedellsborg. Han blev udnævnt til hofjægermester og kammerherre, Ridder af Dannebrog og Dannebrogsmand.

## Ægteskaber
27. november 1812 ægtede han Augusta Frederikke Christiane komtesse Schack (7. august 1787 på Schackenborg – 5. januar 1841 på Hegnetslund), datter af lensgreve Otto Didrik Schack (1758-1809) og Amalie Magdalene Christiane Caroline von Krogh. Ægteskabet blev opløst. 2. gang ægtede han 24. juni 1842 i Horne Kirke Eleonora Sophie komtesse Bille-Brahe (9. august 1817 på Hvedholm – 30. november 1896 på Nebbegård), datter af lensgreve Preben Bille-Brahe og Johanne Caroline Vilhelmine Falbe.
Han er gengivet i et litografi af I.W. Tegner & Kittendorff. Baronen og hans første hustru er desuden malet af C.A. Jensen. Maleriet af Ferdinand Wedell-Wedellsborg er signeret "Iensen pinxit" (ca. 1824) og maleriet af hustruen er signeret "Iensen pinxit 1825". I Sigurd Schultz' fortegnelse over C.A. Jensens malerier har de nr. 68 og 80. Proveniens: Premierløjtnant, kammerjunker Chr. H. Teisen, København. Malerierne blev udbudt på Bruun Rasmussen Kunstauktioner i 2005 som lot nr. 1027.
Han er begravet på Herfølge Kirkegård.